# Сержант міліції
 Сержант міліції –  спеціальне звання в міліції України в 1991 - 2015 роках. Також використовувалося чи використовується в державах де правоохоронним еквівалентом  поліції є міліція. Здебільшого це країни колишнього СРСР та «Соціалістичного табору».
В Україні з 2015 року звання було замінене на «Сержант поліції».

## Використання
- СРСР
  - 1936-1939, спеціальне звання середнього начальницького складу міліції
  - 1939-1991, спеціальне звання молодшого начальницького складу міліції
- Україна – 1991-2015
- Росія – 1991-2011
- Білорусь – з 1991
- Таджикистан – з 1991
- Узбекистан – 1991-2019

## Історія звання

### СРСР
Постановою ЦВК СРСР і РНК СРСР від 26 квітня 1936 року наказом НКВС № 157 від 5 травня 1936 року для начальницького складу органів робітничо-селянської міліції НКВС СРСР були введені персональні спеціальні звання, які хоч і мали назву подібну до військових звань, але не відповідали їм. Звання «сержант міліції» відносилося до середнього начальницького складу міліції.
В 1939 році відбувається часткова реорганізація і звання «сержант міліції» стає найвищим званням молодшого начальницького складу міліції. Звання сержант міліції відповідало званню лейтенант  в сухопутних силах та в військово-морських силах РСЧА. В Головному управлінні держбезпеки НКВС еквівалентним званням було спеціальне звання – «сержант державної безпеки».
9 лютого 1943 року, Указом Президії Верховної Ради СРСР «Про звання начальницького складу органів НКВС і міліції» замість спеціальних звань в РСМ були введені нові, які співпадали з військовими званнями РСЧА (за винятком вищого начальницького складу міліції який отримав особливі спеціальні звання комісарів міліції 1, 2 та 3 рангів). Звання сержанту міліції увійшло до молодшого начальницького складу.
В такому вигляді звання проіснувало до розпаду СРСР у 1991 році, після цього увійшовши до ієрархії тих країнах які здобувши незалежність залишили міліційну систему правоохоронних органів.

### Україна
Однією з країн, що в 1991 році залишили міліційну систему правоохоронних органів стала Україна. Серед спеціальних звань української міліції, збереглося і звання сержант міліції.
2 липня 2015 року згідно зі ст. 80 розділу VII («Загальні засади проходження служби в поліції») Закону України «Про Національну поліцію», були встановлені спеціальні звання поліції. Нові звання дещо відрізняються від попередніх спеціальних звань міліції, звання сержант поліції відноситься до молодшого класу. Згідно з розділом ХІ «Прикінцеві та перехідні положення» при переатестації працівники міліції, що мали спеціальне звання сержант міліції, отримують спеціальне звання сержант поліції.

## Знаки розрізнення
У 1931 році в міліції для позначення посадових розрядів вводиться система знаків розрізнення посадових рангів подібна до армійської, замість попередньої своєрідної системи побудованої на використанні на петлицях певної кількості «геральдичних щитів». В новій системі молодший командний склад позначався певною кількістю трикутників на петлицях, середній командний та начальницький склад — квадратів («кубарів»), старший командний та начальницький склад — прямокутників («шпал»), вищий командний та начальницький склад — ромбів. 
В 1936 році в РСМ НКВС вводяться персональні спеціальні звання, а також повністю змінюються знаки розрізнення. На петлицях  начальницького складу з’являються просвіти, кількістю відповідною до складу носія. Середній начальницький склад мав по одному просвіту, старший – два, вищий – три просвіта. Також на петлицях, в залежності від звання розташовувалися сріблясті п’ятипроменеві зірочки. Сержант міліції мав на петлицях з одним просвітом по одній зірочці. 
З 1939 року, коли в міліції були введені знаки розрізнення армійського зразка (аналогічні вже використовувалися у військах НКВС), сержанти міліції, отримують на бірюзові петлиці з червоним кантами по два квадрати вкриті синьою емаллю.
У 1943 році згідно з наказом №126 від 18 лютого відповідно Указу Президії Верховної Ради від 9 лютого 1943 року «О введенні нових знаків розрізнення для особового складу органів і військ НКВС» вводяться нові однострої, та нові знаки розрізнення. Замість петлиць вводяться погони на яких стали розміщуватися знаки розрізнення. Також відбувається уніфікація спеціальних звань з військовими (за виключенням вищого складу). Знаки розрізнення сержантів міліції були подібні до армійських. На темно-синіх погонах з бірюзовою облямівкою, розташовувалися три поперечних білих смужки. Також на погонах розміщувалися шифровки (позначення відділення, відділу або служби, у деяких управлінь та служб також емблема). 
У 1969 році в МВС СРСР вводяться нові однострої темно-сірого кольору («маренго») замість синіх, погони також стають сірими з червоними кантами.
Після отримання в 1991 році Україною незалежності, перший час використовуюся однострій радянської міліції. 
Постановою Верховної Ради України від 22 квітня 1993 р. № 3135-XII «Про спеціальні звання, формений одяг та знаки розрізнення в органах внутрішніх справ України» встановлені спеціальні звання для осіб начальницького та рядового складу органів внутрішніх справ.
Згідно з наказом МВС України №535 від 24 травня 2002 року «Про затвердження Правил носіння форменого одягу та знаків розрізнення особами начальницького і рядового складу органів внутрішніх справ, військовослужбовцями спеціальних моторизованих військових частин міліції внутрішніх військ Міністерства внутрішніх справ України» були переглянуті знаки розрізнення та однострої .
1936-1943.
| 1936 | 1939 | 1939 |
| ---- | ---- | ---- |
|      |      |      |

1943-1991
| 1943 | 1947 | 1958—1961 | 1958—1961 | 1958—1961 | 1965 | 1965 | 1969—1977 | 1969—1977 | 1969—1977 | 1969—1977 |
| ---- | ---- | --------- | --------- | --------- | ---- | ---- | --------- | --------- | --------- | --------- |
|      |      |           |           |           |      |      |           |           |           |           |

## Кінематограф
- У 1958 році вийшов радянський художній фільм «Вулиця сповнена несподіванок», поставлений на кіностудії «Ленфільм», режисера Сергія Сидельова. Головним героєм стрічки є сержант міліції Василь Шанешкін. у виконанні Харитонова Л.В.
- У 1974 році вийшов радянський трисерійний телевізійний детективний художній фільм«Сержант міліції», поставлений на кіностудії «Ленфільм» режисером Гербертом Раппапортом. Головним героєм фільму є сержант міліції, а згодом молодший лейтенант міліції Микола Іванович Захаров.
- У 1980 році вийшов радянський двосерійний пригодницький художній фільм «Сищик», поставлений на кіностудії ім. М. Горького режисером Володимиром Фокіним. Головним героєм фільму є сержант міліції Євген Кулик (роль виконує  Андрій Ташков).
- У 1985 році вийшов радянський художній фільм «Увага! Всім постам ...», знятий на кіностудії ім. М. Горького  режисером Ігорем Вознесенським. Головним героєм стрічки є сержант міліції Віктор Кольцов (роль виконує  Андрій Ростоцький).
- У 1989 році вийшла радянсько-польська кінокомедія «Дежа Вю», поставлений на Одеській кіностудії», режисера Юліуша Махульського. Серед другорядних героєв є міліціонер Васін, який під прикриттям працює сторожем на цвинтарі. З цікавого можна назвати, що хоч події стрічки відбуваються в 1925 році, але вже міліціонери мають спеціальні звання (введені лише в 1936 році), а також те, що знаки розрізнення міліціонерів відповідають з армійським зразкам, але не відповідають тим, що використовувалися в міліції. Сержант Васін використовує знаки розрізнення командира відділення міліції, натомість лейтенант Афродіта Перепльотчікова використовує знаки розрізнення сержанта міліції зразку 1939-1943 років.